# Marta Morell Albaladejo
Marta Morell Albaladejo (Sabadell, 20 de setembre de 1978) és una política catalana membre de Podem fins al juliol del 2021, quan en va ser expulsada, regidora de l'Ajuntament de Sabadell des de 2019.
Va néixer a Sabadell, en el si d'una família de treballadors lligats al sector tèxtil. Es va llicenciar en Ciències Polítiques i en Sociologia per la Universitat Autònoma de Barcelona (UAB). Va ser sindicalista al sindicat Fetico. Assessora comercial una empresa multinacional a Sant Cugat del Vallès i membre activa de Podem des de 2015, va ser inclosa al número 41 de la llista de Catalunya Sí que es Pot per Barcelona de cara a les eleccions al Parlament de Catalunya de 2015. Cap de llista de la candidatura de Podem de cara a les eleccions municipals de maig de 2019 a Sabadell, va resultar escollida regidora. Va arribar a un acord amb el grup municipal de la llista més votada, el PSC, per facilitar la investidura com a alcaldessa de Marta Farrés i conformar un govern en minoria. Nomenada segona tinent d'alcalde, va assumir competències en Feminisme, Drets Civils, Joventut, Cooperació, Nova Ciutadania, Memòria Històrica, Benestar Animal i Participació.
Al juliol de 2019 va sortir al mitjans de comunicació la contractació de la seva parella, Juanjo Cáceres, com a tècnic de l'Ajuntament de Sabadell. Això va generar un escàndol que va obligar a l'alcaldessa Marta Farrés a rebutjar el contracte. Al febrer de 2020, el tema va sortir de nou als diaris, quan Cáceres va ser contractat, de nou sense cap tipus de concurs, per la Diputació de Barcelona, controlada pel PSC. Van tornar a sorgir sospites, ja què el PSC governa a Sabadell gràcies al suport de Marta Morell
El juliol del 2021 va ser expulsada de Podem per presumptes irregularitats en la confecció de la llista electoral. Aquell mateix mes, el Consell de Cercles de Podem Sabadell, l'òrgan de direcció del municipi, dona suport públicament a Morell i li demana que mantingui la seva acta de regidora, segueixi sent portaveu del grup municipal i a seva pertinença al govern municipal fins que acabi el mandat.
Al setembre del 2021 va ser nomenada persona Non Grata al seu barri per part de l'Associació de Veïns del barri de la Concòrdia, per no complir els acords i ignorar les entitats del barri.
A partir del 2 de novembre Marta Morell passa a ser una regidora no adscrita al ser dissolt el grup municipal de Podem Sabadell. Com a resultat d'aquesta decisió, el portaveu municipal de Podem Sabadell, Antonio Ontiveros, anuncia la baixa d'una seixantena de militants de Podem Sabadell.